# Pomicultură

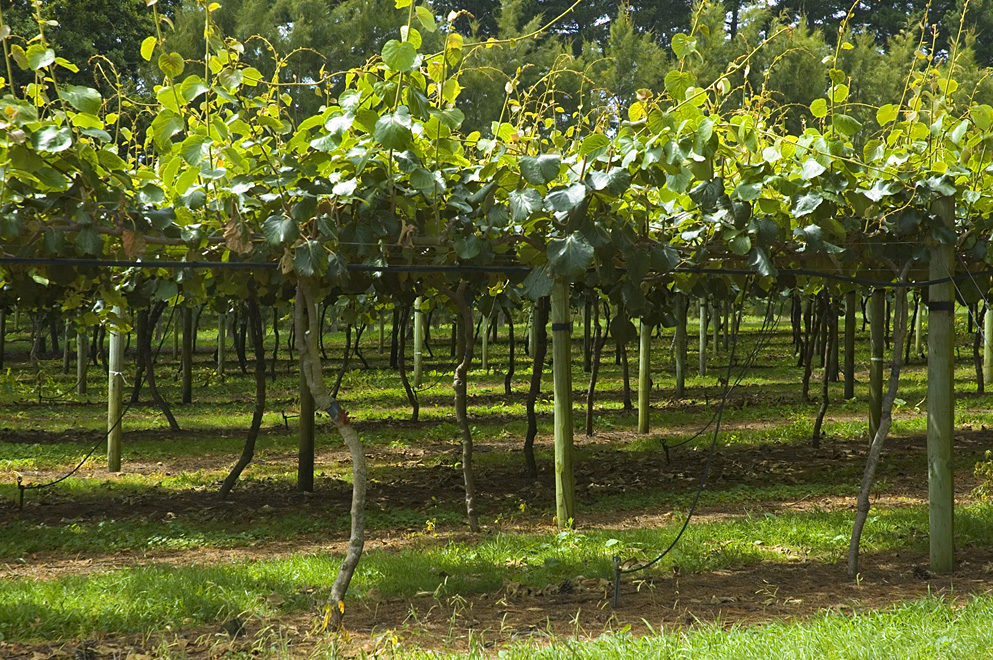
Pomicultură

Pomicultura este știința care se ocupă cu studiul biologiei și tehnologiei speciilor pomicole, în vederea realizării unor producții mari de fructe, relativ constante de la un an la altul, de calitate superioară și profitabile în același timp.
Etimologic, această denumire derivă de la latinescul pomus,-i, însemnând arbore fructifer și cultura,-ae - îngrijire, cultivare.
Pomicultura, ca disciplină aplicativă, alături de întregul profil agronomic, s-a format ceva mai târziu, după consolidarea științelor fundamentale (biologia, fizica, chimia, biochimia). Ea operează cu noțiunile și elementele de bază ale acestor științe, în vederea obținerii unor producții profitabile, prin realizarea de ecosisteme pomicole artificiale adecvate.
Pomicultura generală se ocupă cu studiul particularităților biologice și ecologice ale pomilor și arbuștilor fructiferi, în interacțiunea lor cu factorii de mediu în funcție de care se stabilește tehnologia de obținere a materialului săditor pomicol, de înființare și întreținere a plantațiilor, în vederea realizării de producții mari, relativ constante, de calitate superioară și eficiente în același timp.
Pomologia studiază soiurile de pomi și arbuști fructiferi, urmărind cu prioritate caracterele morfologice, biologice și de producție ale acestora. Scopul activității desfășurate în domeniul științei pomicole este realizarea producției de fructe. Fructele sunt produse indispensabile unei alimentații raționale, indiferent de categoria de vârstă a populației. Ele se consumă cel mai adesea, așa cum le produce planta (fără o preparare culinară sau industrială). În urma prelucrării fructelor (mâncăruri gătite, compoturi, gem, jeleuri etc.) se diminuează valoare inițială, se reduce conținutul în vitamine etc.

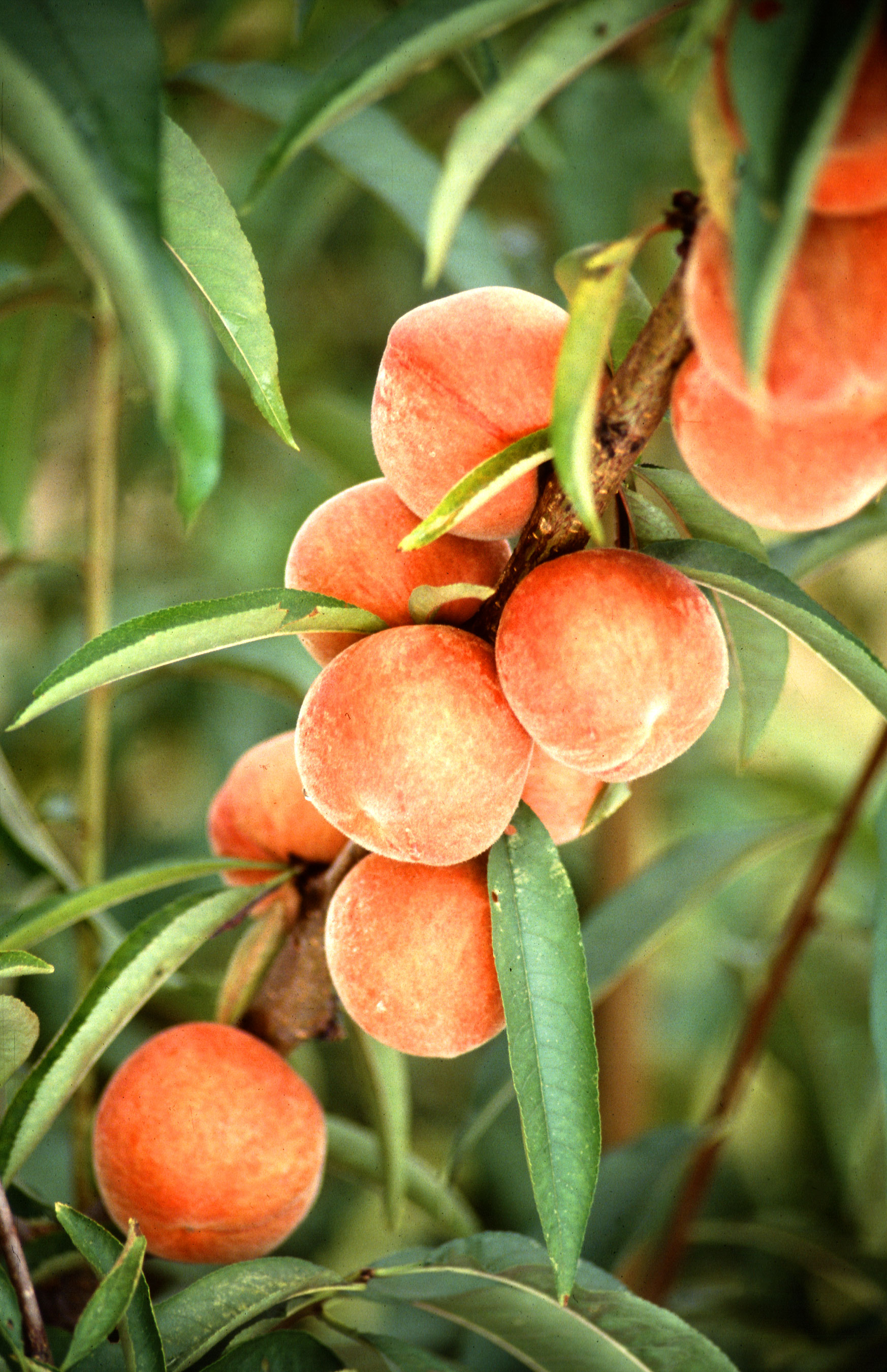
Piersici

Cercetarea în domeniu, este axată în principal pe dezvoltarea, cultivarea și studiile fiziologice ale pomilor fructiferi. Obiectivele îmbunătățirii arborilor fructiferi includ îmbunătățirea calității fructelor, reglementarea perioadelor de producție și reducerea costurilor de producție. Persoana implicată în știința pomologiei este numit pomolog.

## Origine
Primele cărți importante de pomologie, au apărut în jurul secolului al XVIII-lea. Ele erau adesea bogat ilustrate și provin în special din Germania și Franța.
Primii autori "pomologi", cum ar fi La Quintinie (1624-1688), Johann Hermann Knoop (c.1700-1769) sau Henri Louis Duhamel Monceau (1700-1782) nu numai că au descris diferite soiuri de fructe, ci au căutat deseori să recupereze și să păstreze patrimoniul existent al vechilor soiuri istorice și apoi să îmbunătățească și să creeze noi soiuri.